# Vejenkredsen
Vejenkredsen er fra 2007 en nyoprettet opstillingskreds i Sydjyllands Storkreds. Den består af Vejen Kommune og Billund Kommune.
Kredsens forgængere er Grindstedkredsen og Bækkekredsen der lå i Ribe Amtskreds samt Røddingkredsen der lå i Sønderjyllands Amtskreds.

## Folketingskandidater pr. 25/11-2018

### Valgkredsens kandidater for de pr. november 2018 opstillingsberettigede partier
| Liste | Parti                       | Kandidat | Bemærk                                                            |
| ----- | --------------------------- | --- | ----------------------------------------------------------------- |
| A     | Socialdemokratiet           | Troels Ravn |                                                                   |
| B     | Radikale Venstre            | Hans Vestager Hansen |                                                                   |
| C     | Det Konservative Folkeparti | Tine Roos Nørgaard |                                                                   |
| D     | Nye Borgerlige              | |                                                                   |
| F     | Socialistisk Folkeparti     | |                                                                   |
| I     | Liberal Alliance            | |                                                                   |
| O     | Dansk Folkeparti            | Susanne Eilersen |                                                                   |
| V     | Venstre                     | Anni Mathiesen |                                                                   |
| Ø     | Enhedslisten                | Maja Ryom |                                                                   |
| Å     | Alternativet                | Karin Rohr Genz, Søren Haastrup, Rune Ranaivo Bjerremand, Edvard Korsbæk, Tina Brixen, Ditte Madvig Evald, Jens-Peter Mantorp Broberg, Bjarne Aasø, Stefan Struck Kronborg, Mette Bram | Er opstillet i samtlige opstillingskredse i Sydjyllands Storkreds |

## Folketingsvalget 2011
Kredsen havde pr. 30. august 2011 50.073 stemmeberettigede.
Ved Folketingsvalget 2011 var der følgende valgsteder:
| Valgsted                    | By           | Stemme- berettigede | Stemme- procent |
| --------------------------- | ------------ | ------------------- | --------------- |
| Brørup Hallerne             | Brørup       | 4.180               | 86,80           |
| Aktivitetscentret Bøgevang  | Lindknud     | 690                 | 85,77           |
| Medius                      | Holsted      | 2.707               | 85,57           |
| Føvling Skole               | Føvling      | 866                 | 87,18           |
| Glejbjerg Fritidscenter     | Glejbjerg    | 942                 | 86,83           |
| Hovborg Kro                 | Hovborg      | 425                 | 86,82           |
| Områdekontor Rødding        | Rødding      | 2.657               | 87,09           |
| Sdr. Hygum Forsamlingshus   | Sdr. Hygum   | 722                 | 85,73           |
| Jels Motel                  | Jels         | 1.885               | 88,42           |
| Lintrup Aktivitetscenter    | Lintrup      | 553                 | 88,78           |
| Skodborg Vesterkro          | Skodborg     | 1.350               | 87,62           |
| Københoved Forsamlingshus   | Københoved   | 355                 | 92,67           |
| Øster Lindet Forsamlingshus | Øster Lindet | 610                 | 87,21           |
| Vejen Idrætscenter          | Vejen        | 6.674               | 85,62           |
| Læborg Forsamlingshus       | Læborg       | 509                 | 92,51           |
| Askov-Malt Skole            | Askov        | 2.081               | 92,74           |
| Andst Forsamlingshus        | Andst        | 1.071               | 90,65           |
| Gesten Forsamlingshus       | Gesten       | 1.115               | 88,87           |
| Hærvejshallen               | Bække        | 1.608               | 87,35           |
| Total                       | Total        | 31.000              | 87,40           |

| Valgsted               | By                 | Stemme- berettigede | Stemme- procent |
| ---------------------- | ------------------ | ------------------- | --------------- |
| Billund Centret        | Billund            | 4.748               | 90,45           |
| Sdr. Omme Kro          | Sdr. Omme          | 1.752               | 88,06           |
| Vorbasse Fritidscenter | Vorbasse           | 1.605               | 87,92           |
| Filskov Sognegård      | Filskov            | 781                 | 88,33           |
| Teglgaardshallen       | Stenderup-Krogager | 720                 | 89,58           |
| Lynghallen             | Grindsted          | 7.928               | 85,96           |
| Hejnsvig Skole         | Hejnsvig           | 1.539               | 87,51           |
| Total                  | Total              | 19.073              | 87,80           |

### Folketingsmedlemmer valgt i 2011
- Anni Matthiesen, Venstre
- Troels Ravn, Socialdemokraterne